# Aricidea mirifica
Aricidea mirifica är en ringmaskart som beskrevs av Strelzov 1973. Aricidea mirifica ingår i släktet Aricidea och familjen Paraonidae. Inga underarter finns listade i Catalogue of Life.